# مارتنديل: مصدر الدواء الكامل
مارتنديل: مرجع الدواء الكامل (بالإنجليزية: Martindale: The Complete Drug Reference)‏ هو مرجع طبي صيدلاني موسع، يصدر عن الجمعية الصيدلانية الملكية لبريطانيا العظمى [الإنجليزية]، يضم المرجع معلومات عن المواد الأولية والأدوية بما يشتمل على خصائصها واستخداماتها وتنافراتها وانحلاليتها بالًمُحلات المختلفة وآثارها الجانبية
يعتبر المارتنديل من أكثر المراجع موثوقية وأكثرها شمولية.
صدرت النسخة الأولى من الكتاب عام 1883 تحت اسم مارتنديل: دستور الأدوية الإضافي (بالإنجليزية: Martindale: The Extra Pharmacopoeia)‏ أو دستور الأدوية الإضافي للأدوية غير الرسمية والمستحضرات الكيمياوية والصيدلانية مع مصدر استخدامها مستخلصة من المجلات الطبية (بالإنجليزية: The Extra Pharmacopoeia of Unofficial Drugs and Chemical and Pharmaceutical Preparations with reference to their use, abstracted from the Medical Journals)‏ .

## نسخ سابقة
(الطبعات من 15-24 كانت تصدر بجزئين وربما كان كل جزء يصدر في سنة مختلفة)
- الطبعة 38: عام 2014
- الطبعة 37: عام 2011
- الطبعة 36: عام 2009
- الطبعة 35: عام 2007
- الطبعة 34: عام 2004
- الطبعة 33: عام 2002
- الطبعة 32: عام 1999
- الطبعة 31: عام 1996[2]
- الطبعة 30: عام 1993[3]
- الطبعة 29: عام 1989[4]
- الطبعة 28: عام 1982[5]
- الطبعة 27: عام 1977[6]
- الطبعة 26: عام 1972[7]
- الطبعة 25: عام 1967[8]
- الطبعة 24: عام 1958[6]
- الطبعة 23: عام 1952[9]
- الطبعة 22: عام 1941[10]
- الطبعة 21: عام 1936[11]
- الطبعة 20: عام 1932[12]
- الطبعة 19: عام 1928[13]
- الطبعة 18: عام 1924[14]
- الطبعة 17: عام 1920
- الطبعة 16: عام 1915[15]
- الطبعة 15: عام 1912[16]
- الطبعة 14: عام 1910[17]
- الطبعة 13: عام 1908[18]
- الطبعة 12: عام 1906[19]
- الطبعة 11: عام 1904[20]
- الطبعة 10: عام 1901[21]
- الطبعة 9: عام 1898[22]
- الطبعة 8: عام 1895
- الطبعة 7: عام 1892[23]
- الطبعة 6: عام 1890[24]
- الطبعة 5: عام 1888[25]
- الطبعة الثانية والثالثة والرابعة صدرت في الفترة 1884-1886[16]
- الطبعة الأولى: عام 1883

- غلاف الطبعة 37
- طبعة 15 من كتاب مارتنديل
- الطبعة السابعة عشر لعام 1920

## روابط خارجيّة
- مارتنديل: مصدر الدواء الكامل، مُراجعة غلين باير